# Villa Valguarnera
La villa Valguarnera est un palais italien, situé dans la ville de Bagheria, en Sicile. 

## Historique
Au XVIIIe siècle, les nobles font construire à Bagheria, à quelques kilomètres de Palerme, une vingtaine de villas baroques pour y passer les étés, caniculaires dans la capitale sicilienne. 
La villa Valguarnera est construite entre 1713 et 1737 par l'architecte Tommaso Napoli pour Anna et Marianna Valguarnera. S'inspirant de la place Saint-Pierre de Rome du Bernin, il dessine une cour circulaire, entourée par les communs qui se rejoignent au niveau de la façade de la villa. La façade, en demi-lune, reçoit dans sa concavité le double escalier extérieur qui dessert les salons du premier étage. 
Réfugié en Sicile, le duc d'Orléans loge la Villa Spedalotto et vient chaque soir courtiser la princesse Marie-Amélie, fille de la reine Marie-Caroline en villégiature à la villa Valguarnera. La tradition populaire veut qu'un soir, le duc soit reçu par un coup de fusil par une sentinelle. 
Au sortir de la Seconde Guerre mondiale, Dacia Maraini, descendante par sa mère des Alliata, y vit avec ses parents. 
Le palais est longtemps occupé par Bernardo Provenzano, chef de Cosa nostra arrêté en 2006. La princesse Vittoria Alliata di Villafranca, fille de Francesco Alliata, retrouve la maison de ces ancêtres de 5 000 m2 et son jardin de quatorze hectares, à l'issue de 187 procès. Sa fille, Antea, s'y installe ensuite avec son mari et leurs enfants. 
En septembre 2020, la villa accueille le mariage du musicien britannique Thom Yorke et de la comédienne sicilienne Dajana Roncione.
La villa fut en 2024 le lieu de tournage de la série NETFLIX "Le Guépard", pour figurer la villa du prince Salina proche de Palerme.